# Représentant permanent du Royaume-Uni auprès de l'Organisation des Nations Unies
Le représentant permanent du Royaume-Uni auprès des Nations Unies est le principal représentant diplomatique du Royaume-Uni auprès des Nations unies et est responsable de la Mission du Royaume-Uni auprès des Nations Unies (UKMIS). Les représentants permanents du Royaume-Uni auprès des Nations Unies ont le rang personnel d'ambassadeur. Le titre officiel complet et le style sont Représentant permanent de Sa Majesté britannique du Royaume-Uni de Grande-Bretagne et d'Irlande du Nord auprès des Nations Unies.

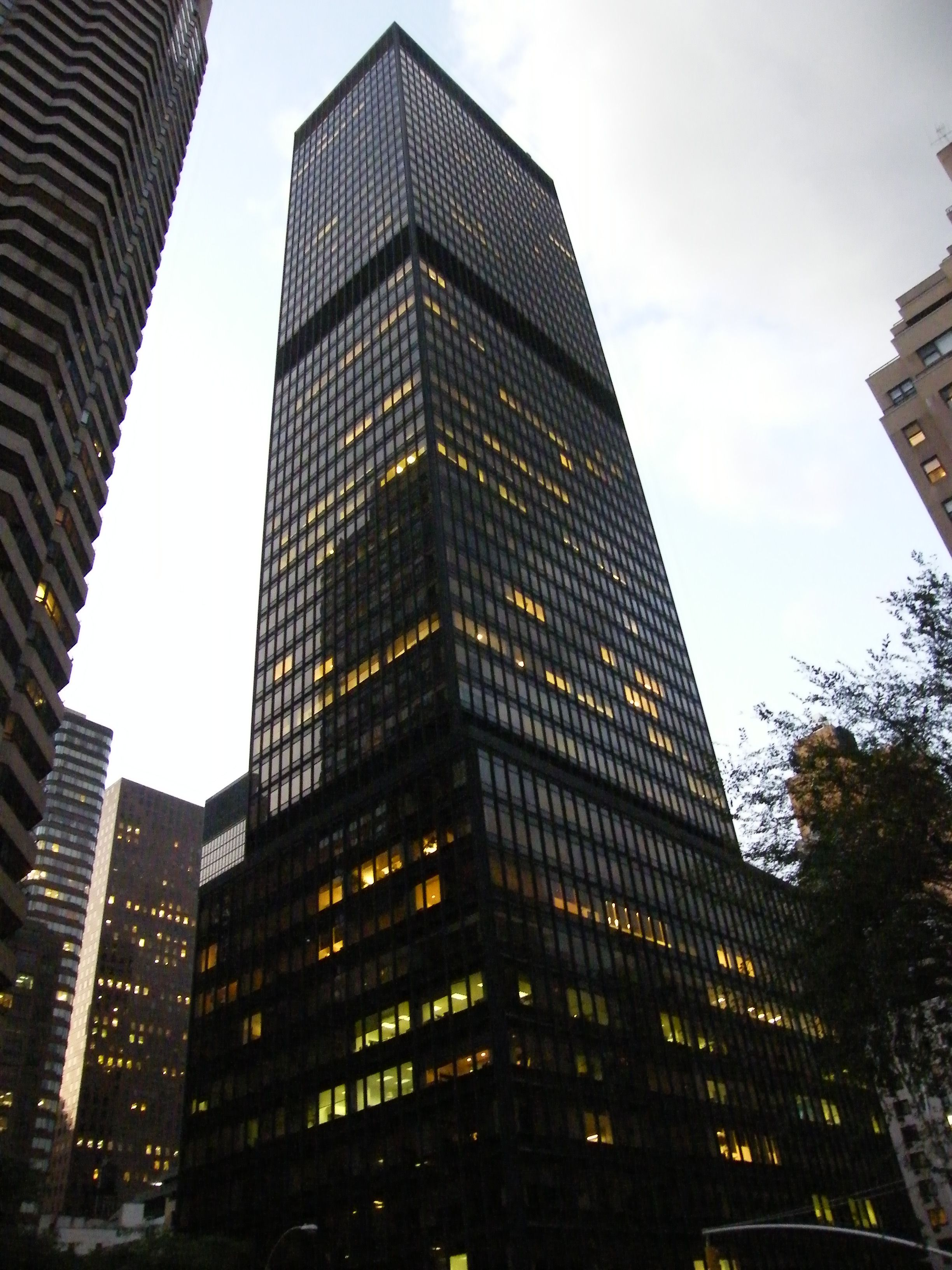
Siège du représentant permanent du Royaume-Uni auprès des Nations Unies au One Dag Hammarskjöld Plaza, 885 Second Avenue, New York City

## Représentants permanents auprès des Nations Unies
| Image | Titulaire             | Début du mandat | Fin du mandat |
| ----- | --------------------- | --------------- | ------------- |
|       | Sir Alexander Cadogan | 1946            | 1950          |
|       | Sir Gladwyn Jebb      | 1950            | 1954          |
|       | Sir Pierson Dixon     | 1954            | 1960          |
|       | Sir Patrick Dean      | 1960            | 1964          |
|       | Lord Caradon          | 1964            | 1970          |
|       | Sir Colin Crowe       | 1970            | 1973          |
|       | Sir Donald Maitland   | 1973            | 1974          |
|       | Lord Richard          | 1974            | 1979          |
|       | Sir Anthony Parsons   | 1979            | 1982          |
|       | Sir John Thomson      | 1982            | 1987          |
|       | Sir Crispin Tickell   | 1987            | 1990          |
|       | Lord Hannay           | 1990            | 1995          |
|       | Sir John Weston       | 1995            | 1998          |
|       | Sir Jeremy Greenstock | 1998            | 2003          |
|       | Sir Emyr Jones Parry  | 2003            | 2007          |
|       | Sir John Sawers       | 2007            | 2009          |
|       | Sir Mark Lyall Grant  | 2009            | 2015          |
|       | Sir Matthew Rycroft   | 2015            | 2018          |
|       | Dame Karen Pierce     | 2018            | 2020          |
|       | Dame Barbara Woodward | 2020            | Titulaire     |